# Paraíso, Tapachula
Paraíso är en ort i Mexiko.   Den ligger i kommunen Tapachula och delstaten Chiapas, i den sydöstra delen av landet, 900 km sydost om huvudstaden Mexico City. Paraíso ligger 1 165 meter över havet och antalet invånare är 112.
Terrängen runt Paraíso är bergig norrut, men söderut är den kuperad. Runt Paraíso är det tätbefolkat, med 343 invånare per kvadratkilometer. Närmaste större samhälle är Huixtla, 17,2 km väster om Paraíso. I omgivningarna runt Paraíso växer i huvudsak städsegrön lövskog.